# 麹玄喜
麴 玄喜（きく げんき、? - 550年、在位548年 - 550年）は、高昌国の王。麴堅の子。麴玄嘉（きく げんか）とも書かれる。
548年、即位した。549年、永平と元号を立てた。